# قزلجه ارشد
قزلجه ارشد یکی از روستاهای استان آذربایجان شرقی است که در دهستان چاراویماق جنوب شرقی بخش شادیان شهرستان چاراویماق واقع شده‌است.این روستا ۹۸ نفر جمعیت دارد.